# Carcharhinus limbatus
Carcharhinus limbatus е вид хрущялна риба от семейство Сиви акули (Carcharhinidae).

## Разпространение
Видът е разпространен в Австралия (Западна Австралия и Северна територия), Албания, Алжир, Ангола, Бахрейн, Белиз, Бенин, Босна и Херцеговина, Бразилия, Венецуела, Габон, Гамбия, Гана, Гвиана, Гвинея, Гвинея-Бисау, Гърция, Египет, Еквадор, Екваториална Гвинея, Еритрея, Западна Сахара, Йемен, Индонезия, Ирак, Иран, Испания, Италия, Камерун, Катар, Колумбия, Република Конго, Коста Рика, Кувейт, Либерия, Либия, Ливан, Мавритания, Малайзия, Мароко, Мексико, Мианмар, Нигерия, Никарагуа, Обединени арабски емирства, Оман, Панама, Папуа Нова Гвинея, Перу, Самоа, Саудитска Арабия, САЩ (Аризона, Вирджиния, Делауеър, Джорджия, Калифорния, Кънектикът, Масачузетс, Ню Джърси, Ню Мексико, Род Айлънд, Северна Каролина, Тексас, Флорида и Южна Каролина), Сенегал, Сиера Леоне, Сирия, Сомалия, Судан, Суринам, Сърбия, Тайланд, Того, Тонга, Тунис, Турция, Филипини, Франция, Френска Гвиана, Хондурас, Хърватия и Южна Африка.